# 哥伦布剧院

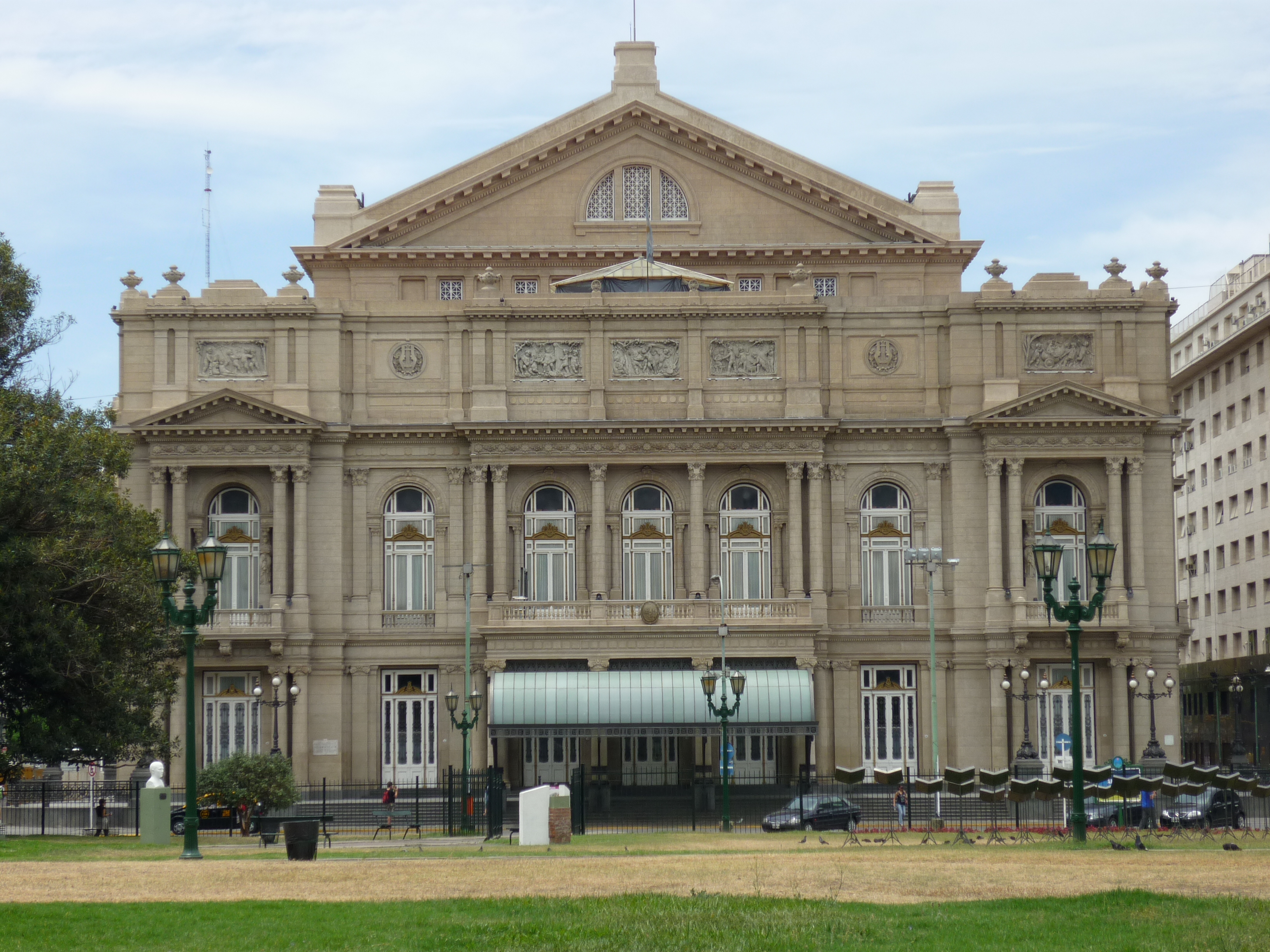
哥伦布剧院西门

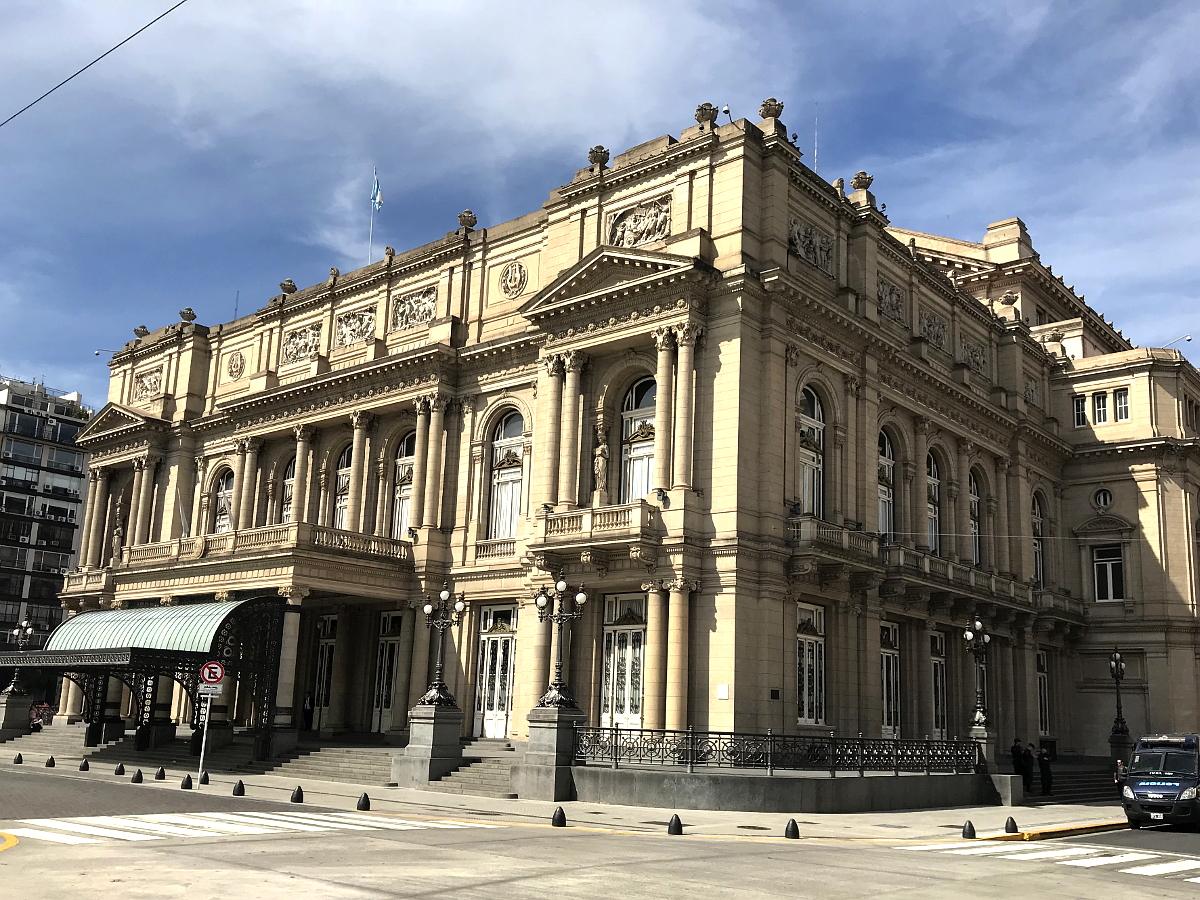
后门

哥伦布剧院（西班牙語：Teatro Colón）位于阿根廷布宜诺斯艾利斯市中心，四周分别是极宽的七月九日大道、自由街（正门）、托斯卡尼尼街和图库曼街。

## 历史
第一座哥伦布剧院开业于1857年。目前的剧院于1908年5月25日开幕，首演剧目是朱塞佩·威尔第的《阿依達》。 

## 建築
该剧院为马蹄形，有2487个座位，舞台宽20米，高15米，深20米。
它被认为是世界上最好的音乐表演场地之一，百大廳院之列。

## 多媒體

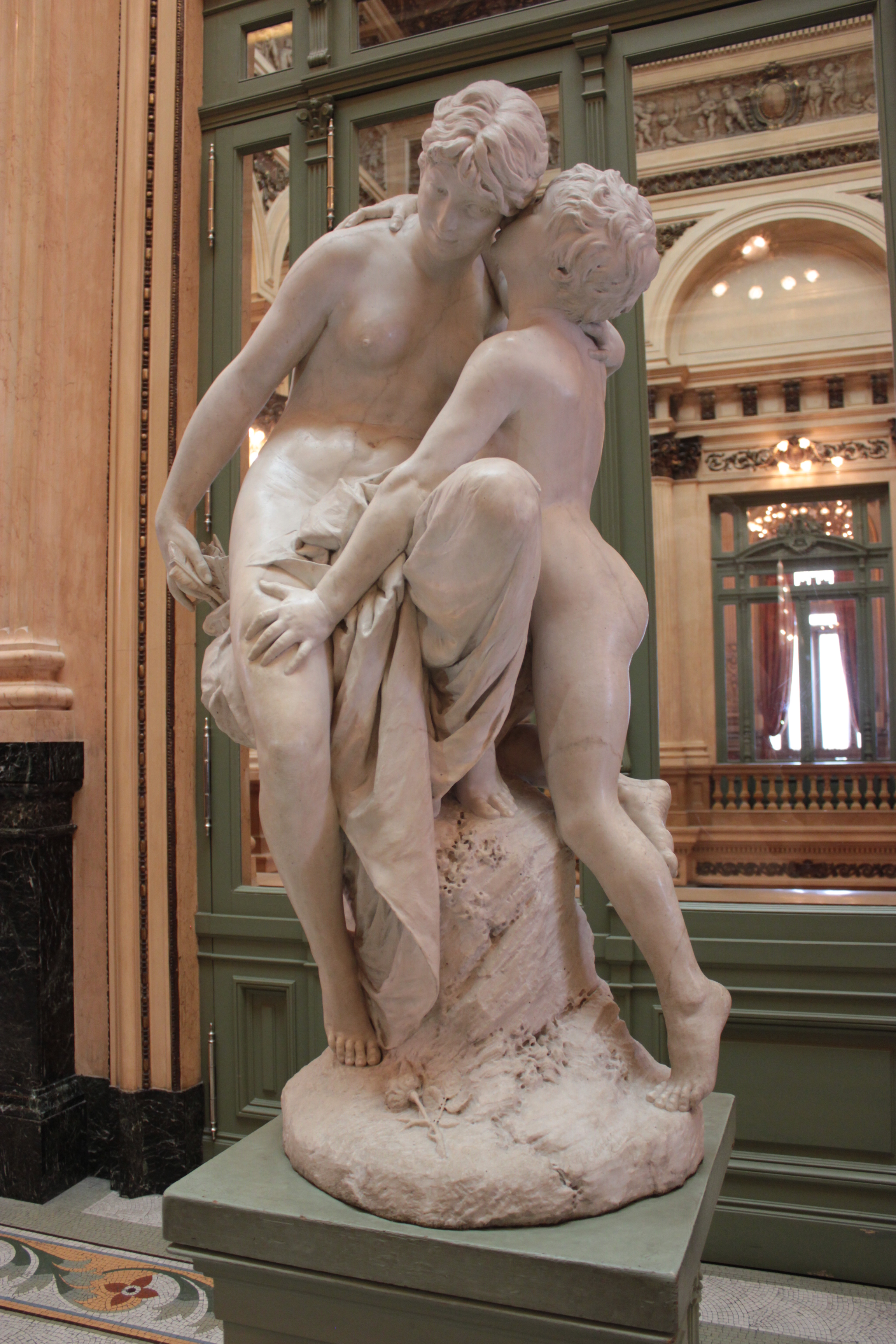
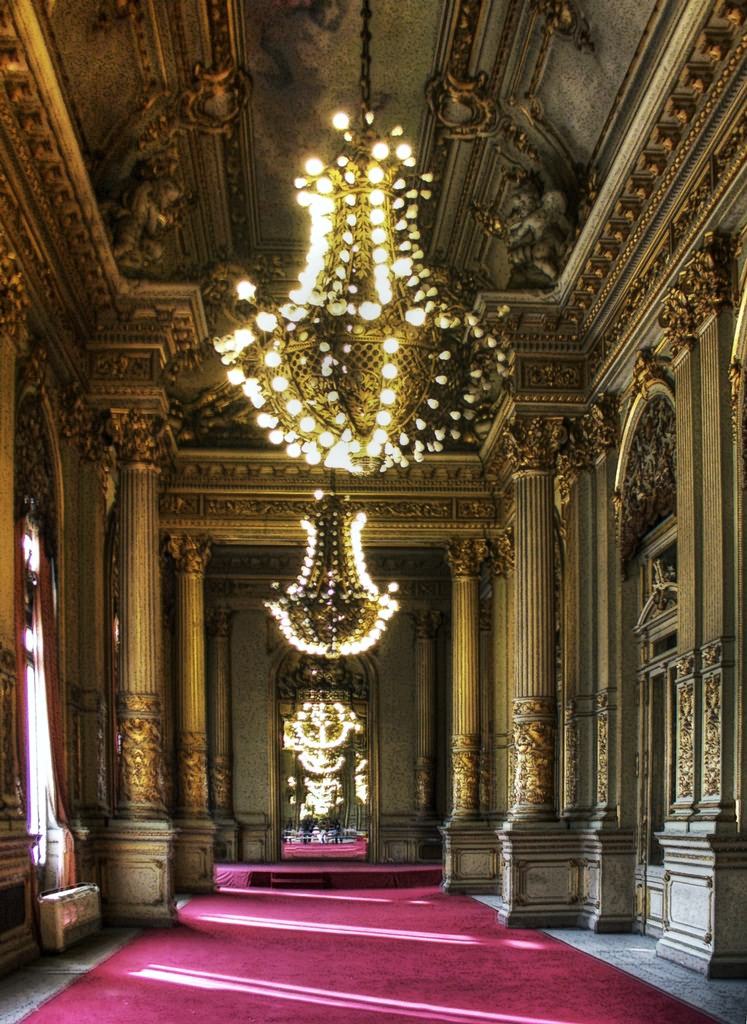
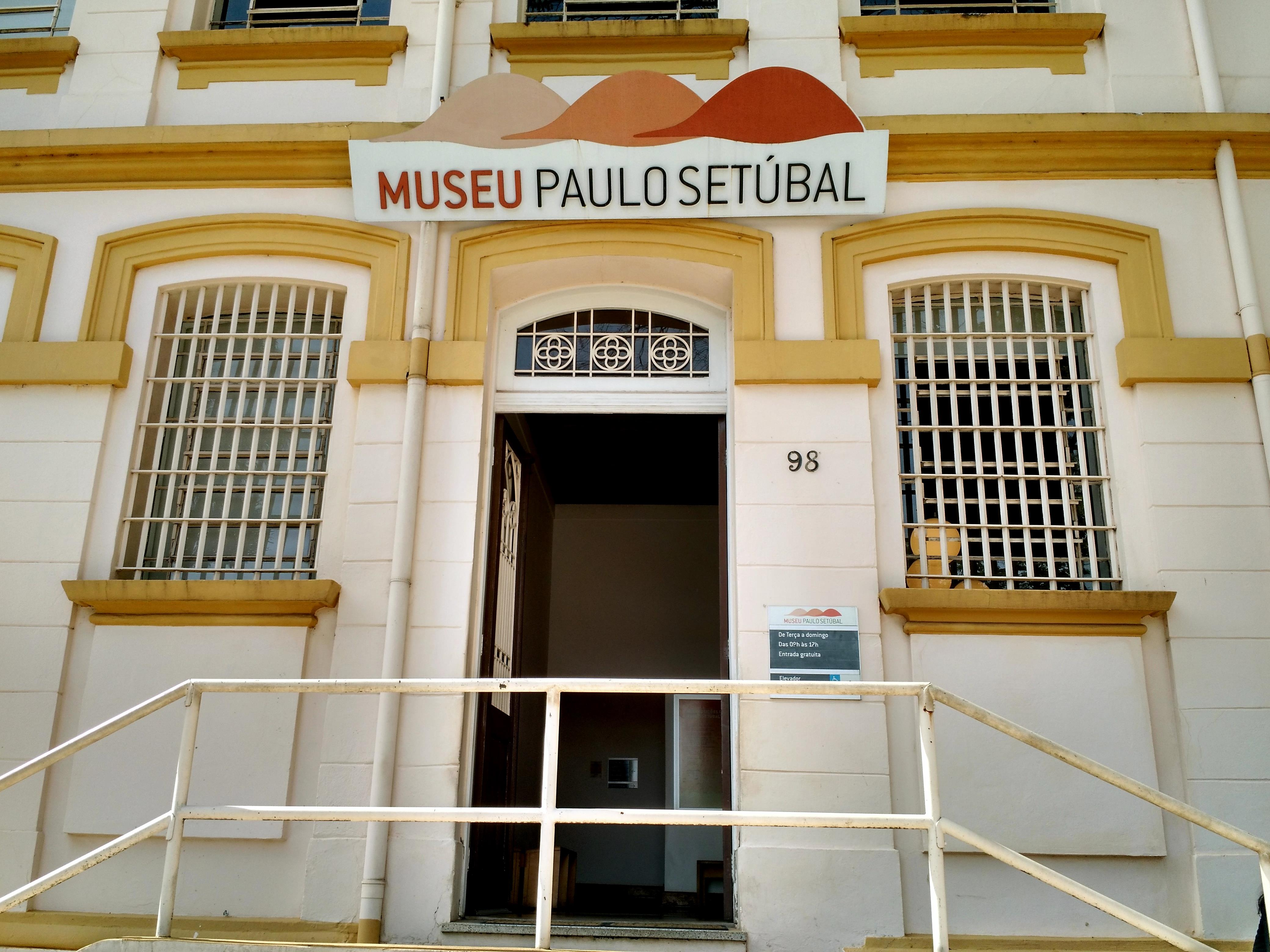
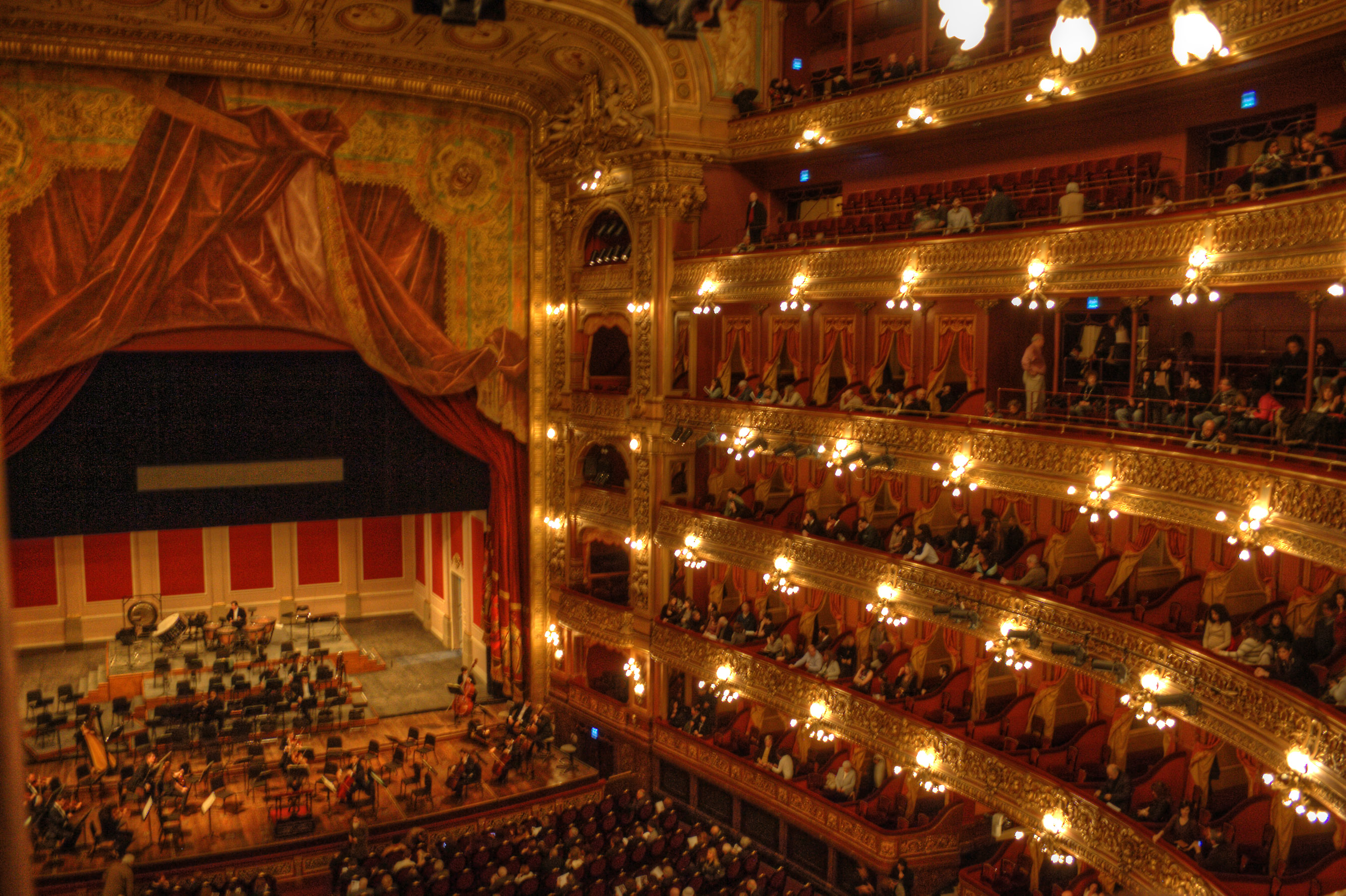

## 外部連結
- 官方网站（西班牙文）
- （页面存档备份，存于）（西班牙文）
- Informations & pictures about Teatro colón（英文）
- Website with interior photos of the house（西班牙文）
- Description of a visit to Buenos Aires' Premier Opera House（页面存档备份，存于）（英文）
- Description of a visit to the Teatro Colon at the end of October 2006, just before its closure for refurbishment until 25 May 2008（页面存档备份，存于）（英文）
- Panoramic virtual tour of inside the theatre in 2004（英文）
- Architectural History of the Teatro Colon（页面存档备份，存于）（英文）